# Certeau d'automne
La Certeau d'automne est une variété de poire.

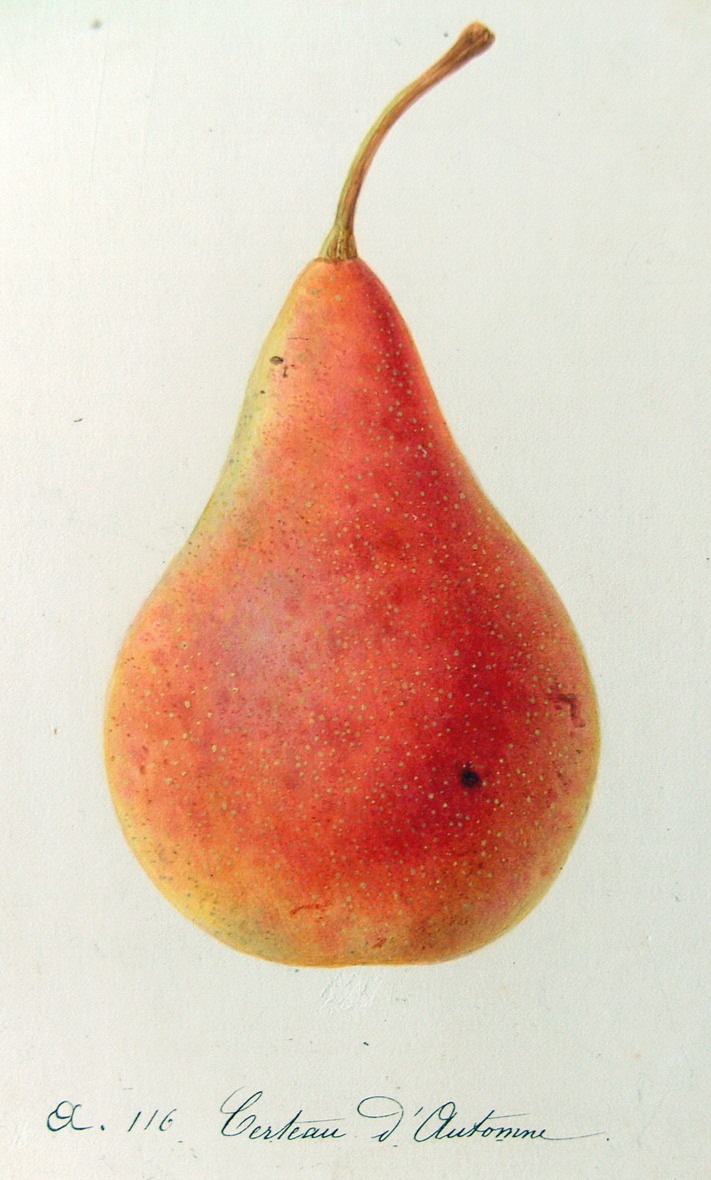
.

## Synonymes
- Rouge de Monteuil[1].
- Petit Certeau Bellissime d'automne.
- Vermillon.
- Poire de Fusée d'automne. (ou Fusée d'Automne tout court)
- Cuisse Dame (par erreur).
- Sarteau (dans les Alpes)[2].
- Essarteau
- Herbst-Spindelbirne

## Origine
Le fruit existe déjà en 1540.
Il est d'une origine ancienne et inconnue.

## Description
Cette poire a une peau jaune doré, avec une petite nuance de rose côté insolation.
À la chair cassante, c'est une poire à cuire ne se défaisant pas à la cuisson et virant à un léger rosé en confiture.
La maturité est relevée d'octobre à décembre.